# クラッスラ属
クラッスラ属 (クラッスラぞく、学名: Crassula) は、ベンケイソウ科の属の一つ。科名の由来にもなっている、科を代表する属である。

## 属名の由来
ラテン語の「厚い」という意味から。ほとんどすべてが多肉植物で、葉が厚いことによる。

## 分布
確認されている種だけでも200種ほどの属である。その多くは南アフリカに産するが、熱帯アフリカ、マダガスカル島、アラビア半島、オーストラリア大陸にも分布する。砂漠や草原、岩地などの荒涼とした土地で生活する種が多いが、湿地で生活するものも存在する。

## 特徴
常緑の多年草または低木である。茎は太く、直立し、良く分枝するものとほとんど分枝しないものがある。葉は通常は対生であるが、ロゼット状の葉が幾層にも重なる「仏塔型」と呼ばれるタイプもある。葉は多肉質であるが、色合いや形は非常に変化に富んでおり、そのために多くの種が観葉植物として栽培されている。花は通常細弁の5弁花で、赤・白・ピンク、黄色などの色のものがあるが、花径は数ミリメートルである。

## 主な種
日本へは観賞用植物として導入されたため、和名が「花月」、「星の王子」、「神童」など、植物学上の和名とは違った、変わった名前がついている植物が多い。
- カネノナルキ（金の成る木、花月、Crassula portulacea）
- アカネノトウ（茜の塔、Crassula tabularis）
- ツクバネ（筑波根、Crassula schmidtii）
- セイサリュウ（青鎖竜、Crassula lycopodioides）
- トウゲンキョウ（桃源郷、Crassula tetragona）

## 鑑賞と栽培
花が小さいため、葉のほうが観賞価値が高い。1か月くらい水をやらなくても平気で生きているので「弁慶のように強い」という意味から「べんけいそう」の名が与えられたと言うが、逆に湿気には極端に弱く、雨に当てたり、排水の悪い用土で栽培すると、あっけなく枯れることがある。半耐寒性で、摂氏5度くらいまでは耐えるので、静岡県以西の沿岸部では、軒先や露地で栽培できるが、通常は鉢植えにして室内で育てる。用土は市販のサボテン用の培養土を使うか、川砂と普通の園芸用土を半々に用いるのがよい。繁殖は通常挿し木による。実生栽培もできるが、微細種子のため栽培には技術を要する。